# Elena Roon
Elena Roon (* 1977 in Nikolsk, Kasachische Sozialistische Sowjetrepublik, Sowjetunion) ist eine rechtsextreme deutsche Politikerin (AfD) und Landtagsabgeordnete in Bayern.

## Leben
Roon kam 1994 als russlanddeutsche Spätaussiedlerin nach Deutschland. Da ihre Vorfahren aus der Wolgadeutschen ASSR nach Sowjet-Kasachstan vertrieben wurden, bezeichnet sie sich auch heute als Wolgadeutsche. Sie ist Mutter eines Kindes.
Roon schloss 1994 die Realschule mit der Mittlere Reife ab. Von 1996 bis 1999 arbeitete sie als Angestellte. Von 1999 bis 2003 machte sie eine kaufmännische Ausbildung zur Kauffrau für Bürokommunikation. Von 2003 bis 2017 war sie als kaufmännische Angestellte, zuletzt als Projektmanagerin, bei der Spedition Kühne + Nagel tätig. Der Arbeitsvertrag wurde einvernehmlich aufgelöst, nachdem öffentlich geworden war, dass sie in einer internen WhatsApp-Chatgruppe der AfD Hitler-Bilder verschickt hatte.

## Politik
Roon ist seit 2014 Mitglied in der AfD. 2016 wurde sie Mitglied der russlanddeutschen Bürgerinitiative Sichere Heimat, die Kontakte zur rechtsextremen Szene pflegte. Nach eigenen Angaben verließ sie die Bürgerinitiative, da auf deren Veranstaltungen immer mehr Rechtsextreme teilnahmen; nach Angaben eines Mitglieds der Bürgerinitiative war sie jedoch einstimmig ausgeschlossen worden, weil sie zweifelhafte Redner eingeschleust und den Kontakt zur rechtsextremen Szene gepflegt habe. Roon war bis 2017 in einem sozialen Netzwerk mit dem vom Verfassungsschutz als rechtsextrem eingestuften „Arminius-Bund des deutschen Volkes“ vernetzt. Seit 2019 ist sie Mitglied des Bezirksvorstandes der AfD Mittelfranken. Von 2021 bis 2023 war Mitglied im Landesvorstand der AfD Bayern sowie von 2019 bis 2023 Bezirksrätin in Mittelfranken. Sie trat im Stimmkreis Nürnberg-West an. Seit 2023 ist sie Mitglied des Bayerischen Landtages.

## Kontroversen

### Versenden von Hitler-Meme und Beobachtung durch den Verfassungsschutz
2017 geriet Roon in Kritik, weil sie als Chefin des Nürnberger Kreisverbandes Hitler-Bilder in einer internen WhatsApp-Chatgruppe mit dem Aufruf  „Vermisst seit 1945 – Adolf bitte melde Dich! Deutschland braucht Dich!“ verbreitet hatte. Dies führte jedoch parteiintern zu keinerlei Konsequenzen, weil die AfD Bayern ihr Verhalten mit Unerfahrenheit und mangelnden deutschen Sprachkenntnissen entschuldigt. Roon zog daraufhin ihre Direktkandidatur für die Bundestagswahlen 2017 zurück.
Im Dezember 2018 wurde in Folge einer Landtagsanfrage bekannt, dass das Bayerische Landesamt für Verfassungsschutz Roon aufgrund dieses Vorfalls beobachtet.

### Behauptung von ukrainischen False-Flag-Angriffen
Vor der Landtagswahl in Bayern 2023 behauptete Roon, dass die Angriffe auf Häuser in Kiew nicht von Russland ausgegangen, sondern von der Ukraine selbst durchgeführt worden wären.

### Russland-Reise 2024
Mitte März 2024 fuhren Roon und die beiden bayerischen AfD-Landtagsabgeordneten Andreas Jurca und Ulrich Singer als angebliche Wahlbeobachterin auf Einladung des Bürgerrats Russlands zur Präsidentschaftswahl in Russland, während unabhängige Wahlbeobachter der OSZE keine Einreiseerlaubnis erhielten. Die Annahme der Einladung wurde kritisiert. Auch die AfD-Bundesspitze warnte bereits damals davor, die Reise anzutreten. Im April wurden die Abgeordneten, mit Verweis auf die Parteisatzung, abgemahnt. Zusätzlich gab die Partei den Hinweis, dass bei wiederholtem Verstoß Ordnungsmaßnahmen, wie Ämtersperren oder Parteiausschlussverfahren, verhängt werden würden.